# Olha Kobylianska
Olha Kobylianska, en ukrainien : Ольга Кобилянська, est une romancière et féministe ukrainienne et soviétiquee, née le 25 novembre 1863 en Gura Humorului, Bucovine et morte le 21 mars 1942 à Tchernivtsi.

## Biographie
Olha Kobylianska est née le 25 novembre 1863 à Gura Humora en Duché de Bucovine dans la famille d'un travailleur ukrainien de l'administration minière. Elle est le quatrième des sept enfants de Maria Werner et Yulian Kobyliansky. Principalement autodidacte, Kobylianska n'a reçu qu'une courte éducation de quatre ans entièrement en allemand, ce qui peut expliquer le fait que son premier roman, publié en 1880, soit écrit dans cette langue. Ce n'est qu'en 1894 que paraîtra son premier ouvrage en ukrainien, notamment sous l'influence de compatriotes féministes comme Sofia Okounevska, Natalia Kobrynska ou encore Lessia Oukraïnka. Kobylianska a rencontré cette dernière en 1899, tandis qu'au fil du temps leur rapprochement et leur correspondance sont devenus de plus en plus intenses jusqu'à prendre une teinte passionnée. Même si cette "passion" peut paraître surprenante dans la vie culturelle ukrainienne encore très conservatrice, de telles relations pouvaient être fréquentes dans les avant-gardes européennes. En 1894, Kobylianska a participé à la fondation de la société des femmes de Ruthénie qui n'a toutefois pas réussi à recruter un grand nombre de femmes, beaucoup étant attirées par le socialisme radical et révolutionnaire. Kobylianska a soutenu la révolution bolchevique de 1917 mais aussi l'annexion de l'Ukraine par l'URSS, un soutien qui lui a valu des ennuis lorsque les Allemands et les Italiens ont envahi la Bucovine en 1941. Sa mort en 1942 l'a soustraite aux conséquences d'un procès en cour martiale.

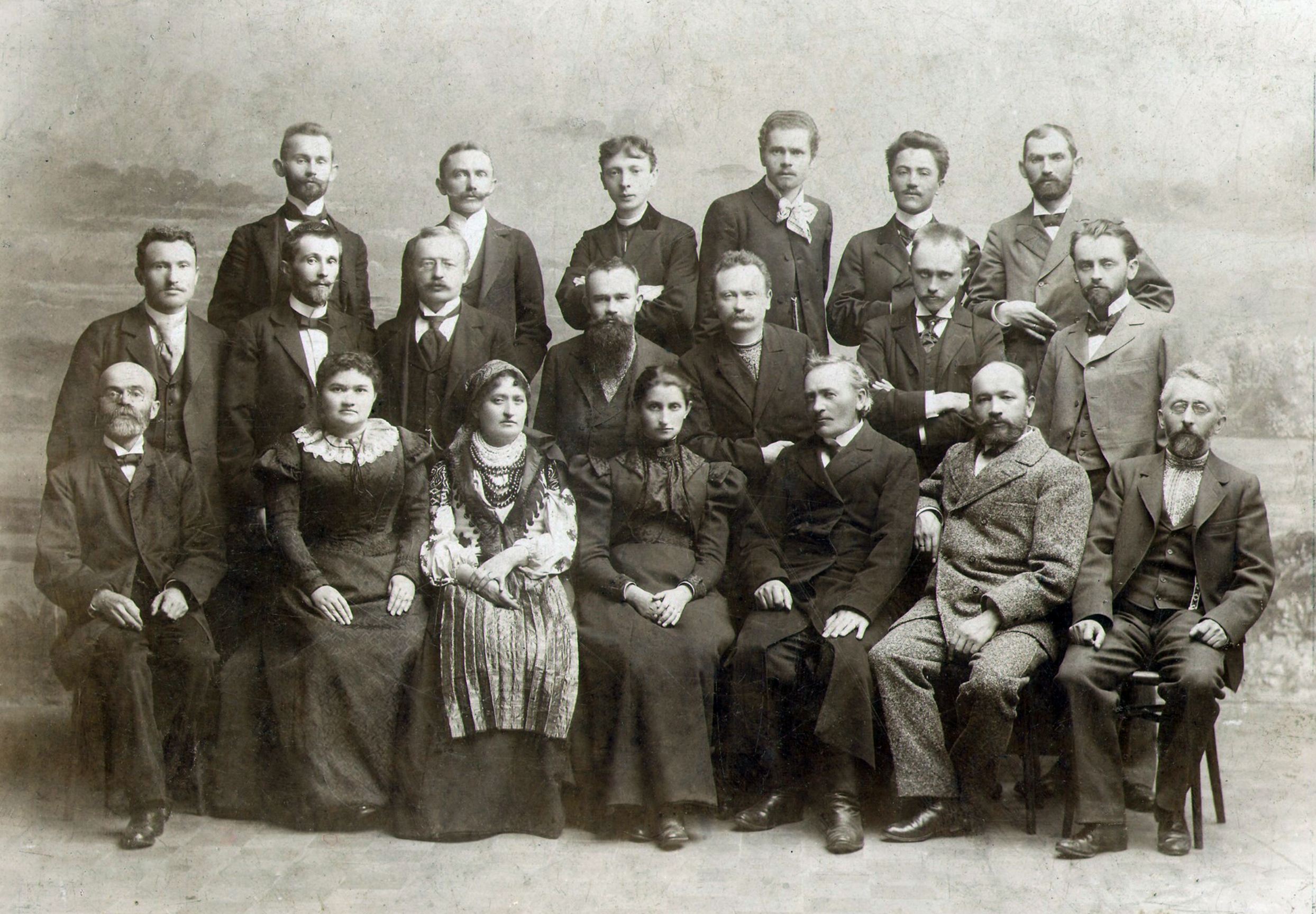
En 1898 à Lviv avec Natalia Kobrynska, Ievhenia Iarochynska, Bohdan Lepky, Volodymyr Hnatiouk pour les cent ans de la publication de l'Enéide de Ivan Kotliarevsky.

## Vie privée
Dans les années 1890, elle avait entretenu une relation amoureuse avec le critique littéraire Osyp Makovei, qui défendait les œuvres de Kobylianska et se sentait à l'aise avec le thème des personnages féminins forts, indépendants et instruits qui affirmaient leur droit à l'épanouissement sexuel. Cependant, ils se séparèrent plus tard et, en 1901, Kobylians'ka rencontra une écrivaine Lessia Oukraїnka (1871-1913). Cette rencontre a donné lieu à une union extrêmement passionnée qui s'est concrétisée par correspondance car la maladie et les circonstances les empêchaient de vivre ensemble. Le critique littéraire Ihor Kostetsky a plus tard suggéré que leur relation était lesbienne, alors que George S. N. Luckyj estimait que: "Il y avait probablement peu ou pas de contacts physiques entre les deux femmes, bien que le langage de leurs lettres semble homo-érotique".

## Style
Kobylianska est devenue une des romancières ukrainienne-[Quoi ?] les plus reconnues de son époque, même si certains de ses livres ont pu choquer la société du XIXe siècle par leur approche plus libre de la sexualité féminine, et plus largement de la condition féminine dans son ensemble. Ses livres se sont aussi intéressés à la paysannerie et au lien entre la nature et les Hommes. Toute son œuvre est plus ou moins influencée par Nietzsche, George Sand et par de nombreux auteurs allemands, tout particulièrement les romantiques,. Solomiia Pavlychko a noté les forts motifs homoérotiques trouvés dans les travaux publiés de Kobylianska, notamment la Valse mélancolique.

## Hommages

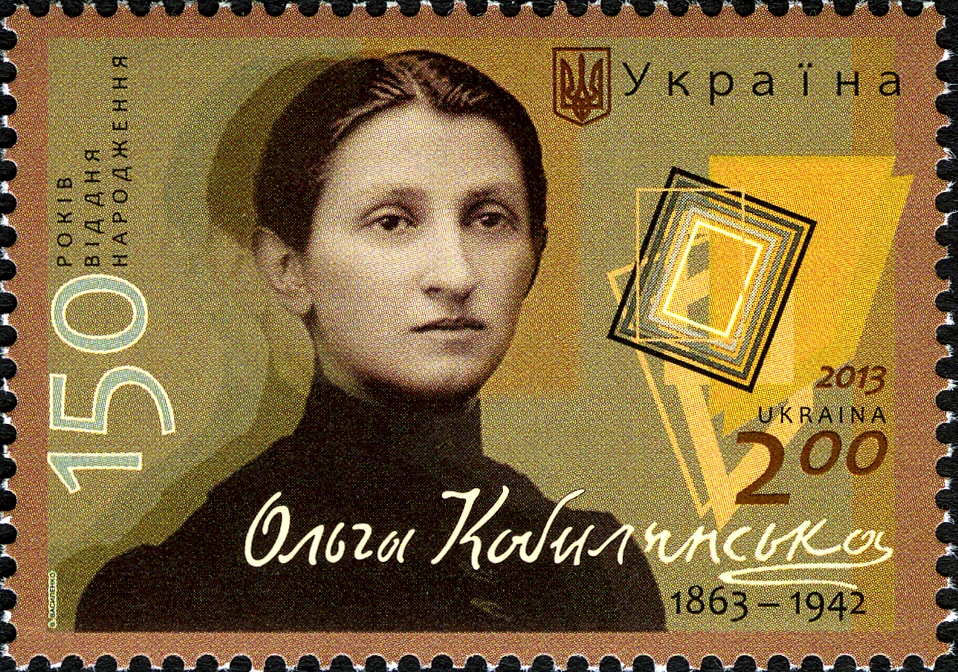
Timbre ukrainien la représentant.

Le théâtre de Tchenivtsi et le musée Olha Kobylianska de Tchenivtsi sont à son nom.

## Principales publications
- 1895 : la Banque rurale
- 1896 : la Fille de roi
- 1896 : Ce que j'aimais
- 1898 : Soumission
- 1898 : Aux champs
- 1902 : la Terre